# Nissan
A Nissan (japonês: 日産自動車株式会社, Hepburn: Nissan Jidōsha Kabushiki-gaisha) é uma fabricante japonesa de automóveis resultante de uma fusão entre Datsun e Prince.
A Nissan está listada no Nikkei 225 e é a terceira maior fabricante japonesa de automóveis depois da Toyota e Honda em capitalização de mercado. Foi listada pela Forbes como a 132ª maior empresa do mundo na lista Global 2000 de 2019.
Em 1999, a Renault constituiu a aliança Renault-Nissan com a Nissan e, desde então, detém 43,5% das ações da Nissan. Em 2016 a Renault-Nissan adquiriu uma participação de 34% na Mitsubishi tornando parte da aliança. Além disso a Nissan também é dona das marcas Infiniti e Nismo.

## História

### Começo do nomeDatsunem 1914
Masujiro Hashimoto fundou a Kwaishinsha Motor Car Works em 1911. Em 1914, a empresa produziu seu primeiro carro, chamado de DAT.
O nome do novo carro era um acrónimo dos nomes de família dos investidores da empresa:
Kenjiro Den (田 健次郎 Den Kenjirō), Rokuro Aoyama (青山 禄郎 Aoyama Rokurō) e Meitaro Takeuchi (竹内 明太郎 Takeuchi Meitarō)
Foi renomeado para Kwaishinsha Motorcar Co., Ltd. em 1918, e novamente para DAT Jidosha & Co., Ltd. (DAT Motorcar Co.) em 1925. DAT Motors construiu caminhões, além dos automóveis DAT e Datsun. A grande maioria da sua produção eram caminhões, porque na época, o mercado consumidor de automóveis era quase inexistente. A partir de 1918, os primeiros caminhões DAT foram produzidos para o mercado militar. Ao mesmo tempo, Jitsuyō Jidōsha Co., Ltd. Produziu pequenos caminhões com peças e materiais importados dos Estados Unidos. Em 1926, os DAT Motors baseados em Tóquio fundiu-se com a empresa Osaka Jitsuyo Jidosha Co., Ltd. (実用自動車製造株式会社 Jitsuyō Jidōsha Seizō Kabushiki-Gaisha) Aka Jitsuyō Jidōsha Seizō (fundada em 1919, como uma subsidiária da empresa Kubota) e tornou-se a DAT Jidosha Seizo Co., Ltd Automobile Manufacturing Co., Ltd. (ダット自動車製造株式会社 DAT Jidōsha Seizō Kabushiki-Gaisha) em Osaka até 1932. Entre 1923 a 1925, a empresa produziu carros leves e caminhões sob o nome de Lila.
Em 1931, DAT produziu um novo carro menor, o primeiro "Datson", que significa "Filho do DAT". Em 1933, depois da Nissan assumir o controle da DAT Motors, a última sílaba de Datson foi mudado para "sol", porque "filho" também significa "perda" (損) em japonês, por isso o nome "Datsun" (ダットサン Dattosan?).
Em 1933, o nome da empresa mudou para Nipponized para Jidosha-Seizo Co., Ltd. (自动 车 制造 株式会社 Jidosha Seizo Kabushiki-Gaisha? ", Automobile Manufacturing Sharing Co., Ltd.") e a empresa foi transferida para Yokohama.

### Nome da Nissan usado pela primeira vez na década de 1930

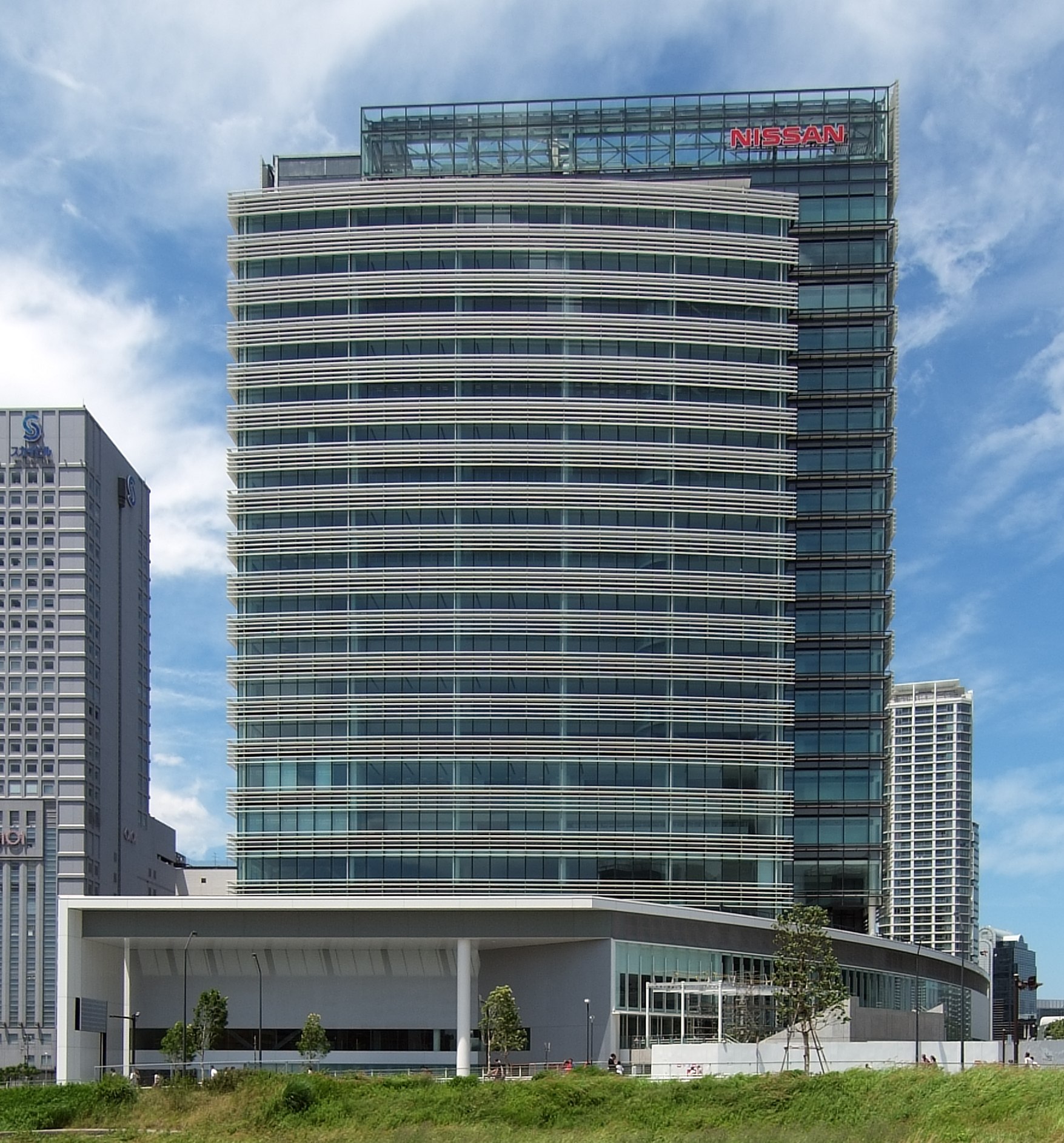
Sede mundial da Nissan Motor Company em Nishi-ku, Yokohama, no Japão

Em 1928, Yoshisuke Aikawa (apelido: Gisuke/Guisuke Ayukawa) fundou a holding Nihon Sangyo (産業 産業 Japan Industries ou Nihon Industries). O nome 'Nissan' surgiu na década de 1930 como uma abreviação usada na Bolsa de Tóquio para Nihon Sangyo. Esta empresa era a Nissan "Zaibatsu", que incluía Tobata Casting e Hitachi. Naquela época, a Nissan controlava os negócios de fundições e autopeças, mas Aikawa não ingressou na fabricação de automóveis até 1933.
O zaibatsu cresceu para incluir 74 empresas e se tornou o quarto maior do Japão durante a Segunda Guerra Mundial.

Em 1931, o DAT Jidosha Seizo tornou-se afiliado à Tobata Casting e foi fundido na Tobata Casting em 1933. Como a Tobata Casting era uma empresa Nissan, este foi o começo da fabricação de automóveis da Nissan. 

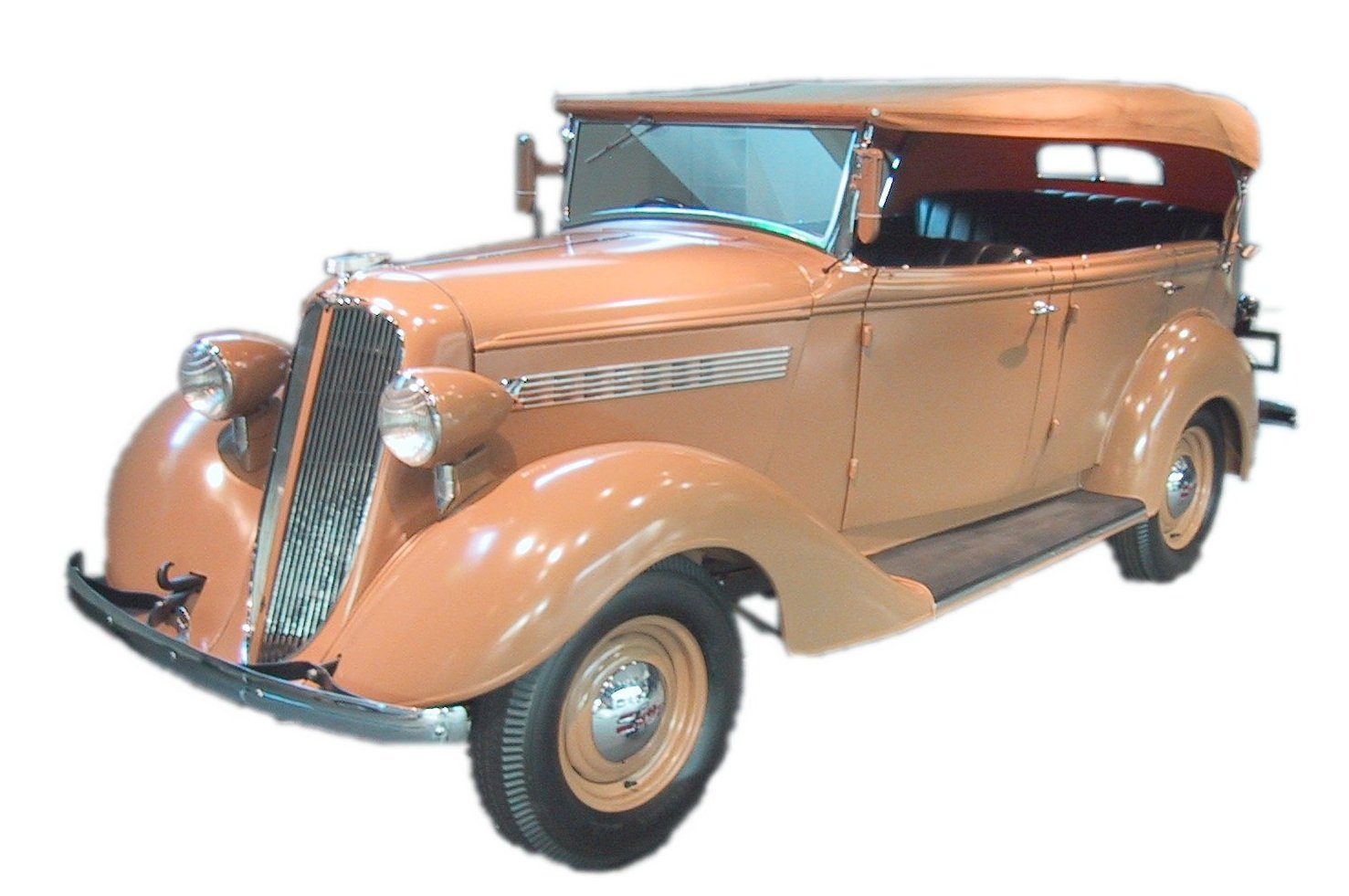
Modelo 70 de 1938 da Nissan

### Anos 1950
A Nissan surgiu como uma divisão de automóveis da Tobata Casting, durante a Segunda Guerra Mundial também fabricou equipamentos militares. Na década de 1950 começou um plano de expansão firmando em 1959, uma subsidiária nos Estados Unidos, na década de 1970 instalou fábricas no México, na Austrália, na África do Sul e em Taiwan. Na década de 1980 começou uma expansão para a Europa com uma fábrica na Inglaterra. Em 2005 começou a produção na Índia. Está construindo uma fábrica na China.

### Nissan do Brasil
Os primeiros Nissan a chegar ao Brasil, em 1951, foram caminhões importados do Japão e distribuídos aqui pela companhia Mario Barros do Amaral S.A., de São Paulo.
Em meados da década de 50, a representação da marca no país foi assumida pela Varam Motores (que já fazia a importação e montagem dos automóveis e caminhões estadunidenses Nash). Entre 1955 e 1956, a Varam montou aproximadamente 400 unidades do jipe Nissan 4W60 em suas instalações na Via Anchieta, em São Bernardo do Campo, SP. Com motor de seis cilindros e tração nas quatro rodas, esses veículos chegaram a ter de 35% a 40% de componentes brasileiros. A Varam Motores já planejava construir uma fábrica para 3 mil unidades por ano (com 52% de nacionalização), mas o projeto não saiu do papel e a Nissan desapareceu do cenário brasileiro por muitos anos.
Somente depois da reabertura das importações é que a marca japonesa voltaria ao país, em 1991, representada pela KTM, de São Paulo. A empresa trazia de um revendedor na Flórida os modelos japoneses Maxima, Sentra e Pathfinder, entre outros.
Após assumir a importação e comercialização de seus produtos no país em 2000, a Nissan escolheu o Brasil como base estratégica para se estruturar no Mercosul. Essa definição foi reforçada em 2001 após a Aliança com a Renault, que passou a dar suporte local para que a Nissan consolidasse sua estratégia de expansão neste mercado.
Em dezembro de 2001, a Nissan inaugurou em conjunto com a Renault, a primeira fábrica da Aliança no mundo, situada no Complexo Ayrton Senna em São José dos Pinhais. Nesta planta iniciou a produção das versões cabine dupla e simples da picape Frontier e do utilitário esportivo Xterra.
No processo de implantação de sua rede de concessionárias no país, a Nissan, em parceria com a Renault, expandiu de 17 lojas em 1998 para 64 lojas em dezembro de 2004.

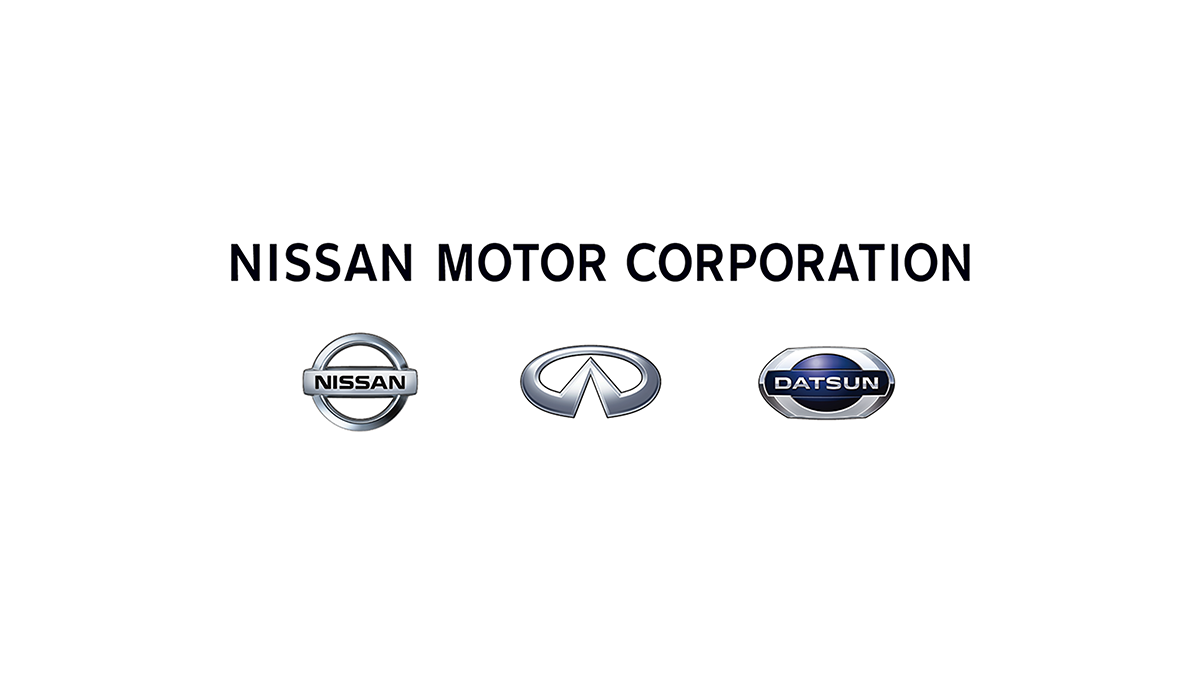
Logotipo "corporativo" utilizado de 2013 a 2020

Com estas ações, a Nissan fechou o ano de 2001 com 1.554 unidades comercializadas. Em 2002, as vendas cresceram 231,8%, por conta do lançamento do primeiro veículo nacional, a picape Frontier, alcançando a marca de 4.412 unidades. Em 2003, a empresa lançou a versão cabine simples da Frontier e o utilitário esportivo Xterra, e aumentou 71% o número de vendas, em relação a 2002. Em 2004, o volume de veículos Nissan vendidos no país em relação ao ano de 2003 cresceu 5,2%.
A linha de produtos oferecidos aos clientes pela Nissan no Brasil pode variar com tempo mas seu catálogo de veículos consistia nos modelos Leaf, Frontier, Versa e Kicks, único modelo produzido no país.
Em 2011, o presidente do Grupo Renault-Nissan, Carlos Ghosn, anunciou a construção de uma nova fábrica para a Nissan no município de Resende, no sul do estado do Rio de Janeiro.
Foi a primeira marca automotiva a oferecer o câmbio CVT em um veículo Flex Fuel, o sedã médio Sentra. Na Frontier, a marca oferece a exclusiva transmissão automática de 7 velocidades e o sistema 4X4 Shift-On-The-Fly, que permite ao motorista acionar eletronicamente a tração com o veículo em movimento.

Logotipo usado desde 2020

## Carros elétricos
O consórcio Renault-Nissan colabora com o Project Better Place para a produção de redes de veículos totalmente elétricos e milhares de estações de recarregamento em Portugal, Israel, Dinamarca, Silicon Valley (na Califórnia) e em outros países e regiões. Em 2011 firmou parceria de Renault-Nissan e Better Place a infraestrutura e os automóveis.
Em 2014, a companhia anunciou a parceria com a Mitsubishi Motors para desenvolver veículos elétricos de baixo custo.

## Modelos
- Nissan Pivot 2
- Nissan 100NX
- Nissan 180SX
- Nissan 200SX
- Nissan 200SX
- Nissan 240SX
- Nissan 300ZX
- Nissan 300ZX
- Nissan 350Z
- Nissan 370Z
- Nissan Almera
- Nissan Altra
- Nissan Actic
- Nissan Altima
- Nissan Armada
- Nissan AZEAL
- Nissan Auster
- Nissan Avenir
- Nissan Axxess
- Nissan Bluebird
- Nissan Bevel
- Nissan Be-1
- Nissan Cedric
- Nissan Gloria
- Nissan Cefiro
- Nissan Caravan
- Nissan Cherry
- Nissan Cima
- Nissan Crew
- Nissan Cube
- Nissan D21 Hardbody Pickup
- Nissan Elgrand
- Nissan Fairlady
- Nissan Figaro
- Nissan Fuga
- Nissan Foria
- Nissan Forum
- Nissan Frontier
- Nissan Gazelle
- Nissan Gloria
- Nissan GT-R
- Nissan Hypermini
- Nissan Jonga
- Nissan Largo
- Nissan Laurel
- Nissan Lafesta
- Nissan LEAF
- Nissan Liberty
- Nissan Livina
- Nissan Grand Livina
- Nissan Leopard
- Nissan Maxima
- Nissan Multi
- Nissan Murano
- Nissan March
- Nissan Moco, a Keicar
- Nissan Navara
- Nissan Note
- Nissan NX1600/NX2000
- Nissan P35
- Nissan Paladin
- Nissan Patrol/Safari
- Nissan Pathfinder
- Nissan Pivo
- Nissan Presage
- Nissan President
- Nissan Primastar
- Nissan Prince Homer
- Nissan Pnotara
- Nissan Platnoa
- Nissan Prairie
- Nissan Pao
- Nissan Pintara
- Nissan Presea
- Nissan Primera
- Nissan Pulsar
- Nissan R380
- Nissan R381
- Nissan R382
- Nissan R383
- Nissan R89
- Nissan R390
- Nissan Rogue
- Nissan Rasheen
- Nissan Quest
- Nissan Qashqai
- Nissan Saurus Jr.
- Nissan S30
- Nissan Sileighty
- Nissan Sentra
- Nissan Stagea
- Nissan Serena
- Nissan Silvia
- Nissan Skyline, Skyline GT-R
- Nissan Stanza, Stanza Wagon
- Nissan Sunny
- Nissan Teana
- Nissan Terrano e Terrano II
- Nissan Titan
- Nissan Tiida
- Nissan Tiida Sedan
- Nissan URGE
- Nissan Ute
- Nissan Vanette
- Nissan Versa
- Nissan Violet
- Nissan Wnogroad
- Nissan X-Trail
- Nissan Xterra
- Nissan Z-car

## Nissan GT 2012
Em 13 de maio de 2008 a Nissan anunciou seu plano estratégico para o período de 2008 a 2012, chamado Nissan GT 2012. "G" significa crescimento (growth) e "T", confiança (trust). Suas três principais metas são liderança em qualidade, liderança em modelos de emissão zero e crescimento médio de 5% nas receitas a cada ano.

## Plantas de montagem

Países com plantas de montagem da Nissan

Atualmente a Nissan possui plantas de montagem nos respectivos países (algumas em coprodução com a Renault): Japão (13 montadoras), Índia (1 montadora), Brasil (1 montadora e mais uma em planejamento), Indonésia (1 montadora), Irã (1 montadora), Malásia (2 montadoras), México (4 montadoras), Marrocos (1 montadora), Egito (1 montadora), Paquistão (1 montadora), Filipinas (1 montadora), África do Sul (1 montadora), Espanha (3 montadoras), Tailândia (1 montadora), Taiwan (1 montadora), Reino Unido (3 montadora), Estados Unidos (5 montadoras), Rússia (1 montadora), Argentina (1 montadora).